# Amar é para os Fortes
AMAR é Para os FORTES é o sétimo álbum de estúdio do rapper brasileiro Marcelo D2, lançado em 2018. O disco lançado em multi-mídia deu origem também a um filme homônimo de média-metragem. Foi considerado um dos 25 melhores álbuns brasileiros do segundo semestre de 2018 pela Associação Paulista de Críticos de Arte.

## Faixas
| Lista de faixas |                              |                                                           |         |  |
| N.º             | Título                       | Compositor(es)                                            | Duração |  |
| 1.              | "INTRO}"                     | Marcelo D2; Sant; Orochi                                  | 0:29    |  |
| 2.              | "Prelúdio em Rimas Cariocas" | Marcelo D2                                                | 2:59    |  |
| 3.              | "Alto da Colina"             | Marcelo D2                                                | 3:56    |  |
| 4.              | "Febre do Rato"              | Marcelo D2                                                | 3:46    |  |
| 5.              | "Parte 2"                    | Marcelo D2                                                | 2:08    |  |
| 6.              | "Depois da Tempestade"       | Marcelo D2; Seu Jorge; Anna Majdison                      | 4:14    |  |
| 7.              | "Surpresa (Pros Amigos)"     | Marcelo D2                                                | 1:28    |  |
| 8.              | "Resistência Cultural"       | Marcelo D2; Gilberto Gil                                  | 4:34    |  |
| 9.              | "AEPOF"                      | Marcelo D2                                                | 3:17    |  |
| 10.             | "Filho de Obá"               | Marcelo D2; Danilo Caymmi; Alice Caymmi; Rincon Sapiência | 4:54    |  |
| Duração total:  | Duração total:               | Duração total:                                            | 31:13   |  |